# Хојслинген
Хојслинген (њем. Häuslingen) општина је у њемачкој савезној држави Доња Саксонија. Једно је од 23 општинска средишта округа Золтау-Фалингбостел. Према процјени из 2010. у општини је живјело 884 становника. Посједује регионалну шифру (AGS) 3358013.

## Географски и демографски подаци
Хојслинген се налази у савезној држави Доња Саксонија у округу Золтау-Фалингбостел. Општина се налази на надморској висини од 16 метара. Површина општине износи 13,6 km². У самом мјесту је, према процјени из 2010. године, живјело 884 становника. Просјечна густина становништва износи 65 становника/km².